# Concavibalcis
Concavibalcis is een geslacht van weekdieren uit de klasse van de Gastropoda (slakken).

## Soort
- Concavibalcis scalaris Warén, 1980